# Edward England
Edward England, soprannome di Edward Seegar (Irlanda, 1678 – 1721), è stato un pirata britannico che operò principalmente nell'Oceano Indiano tra il 1718 e il 1720.

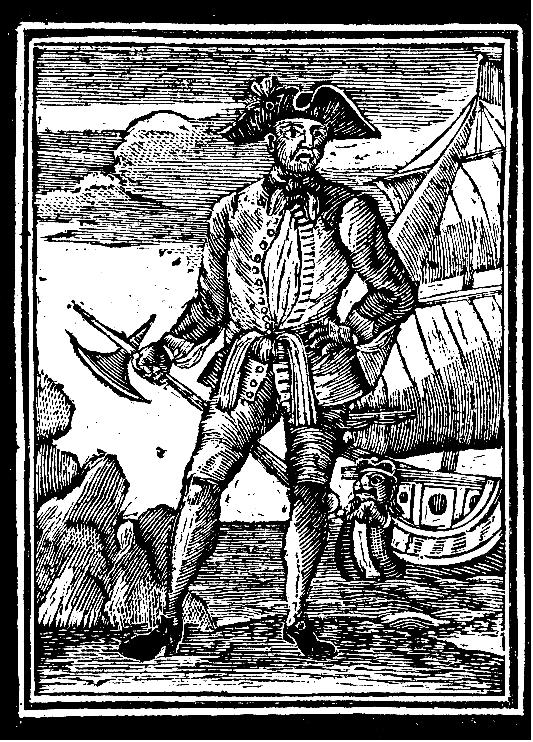
Edward England in un'incisione del XVIII secolo

Analogamente al pirata Samuel Bellamy, Edward England si distinse per la generosità e compassione che mostrava nei confronti dei marinai delle navi da lui catturati, a differenza di molti altri pirati dell'epoca. Di lui si ricorda principalmente il suo Jolly Roger, che consisteva in un teschio sopra due tibie incrociate, forse la versione più nota della classica bandiera pirata.

## Biografia

### Primi anni
Come molti altri pirati, Edward England era inizialmente un corsaro in servizio nelle acque del Mar dei Caraibi durante la guerra di successione spagnola. Fu catturato dal capitano pirata Christopher Winter che lo costrinse ad unirsi alla sua ciurma. Winter condusse England alla base pirata di Nassau, sull'isola di New Providence, nelle Bahamas. Da qui England prese parte alla spedizione del capitano Henry Jennings all'accampamento spagnolo di Palma de Ayz, in Florida, rubando una quantità d'oro e d'argento equivalente a 87,000 sterline. Nel marzo del 1718 Edward England era quartiermastro nella ciurma del capitano Charles Vane. England rifiutò assieme al suo capitano il perdono del re offerto dal nuovo governatore di New Providence Woodes Rogers e perciò lui e Vane fuggirono da Nassau prima di essere catturati. Dopo aver lasciato Nassau, Edward England divenne capitano di una propria nave e si diresse verso l'Oceano Indiano. 

### Carriera pirata

Jolly Roger di Edward England

Edward England fu uno dei pirati più famosi della costa africana che si affaccia sull'Oceano Indiano. Le sue navi erano la Pearl e Fancy. La sua bandiera era il classico Jolly Roger, il drappo nero con ricamato un teschio e sotto due tibie incrociate. A differenza degli altri pirati del suo tempo England non uccideva i prigionieri delle navi conquistate, a meno che non fosse strettamente necessario: ciò lo condusse alla rovina, dato che il suo equipaggio si ammutinò contro di lui quando si rifiutò di uccidere i marinai della Cassandra, una nave commerciale inglese capitanata da James Macrae, appena abbordata e espugnata dagli uomini dello stesso England. Il pirata venne perciò abbandonato sull'isola di Mauritius insieme ad altri due pirati rimastigli fedeli. I tre riuscirono a sopravvivere e con una zattera di fortuna raggiunsero il Madagascar, da dove England ritornò in Inghilterra, dove visse di stenti fino al 1721, anno della sua morte.

## Nella cultura di massa
- Edward England viene citato nel romanzo L'isola del tesoro (1883) di Robert Louis Stevenson
- È uno dei personaggi principali del romanzo La vera storia del pirata Long John Silver di Björn Larsson.